# Cytisus multiflorus
Cytisus multiflorus är en ärtväxtart som först beskrevs av L'her., och fick sitt nu gällande namn av Robert Sweet. Cytisus multiflorus ingår i släktet kvastginster, och familjen ärtväxter. Inga underarter finns listade i Catalogue of Life.

## Bildgalleri

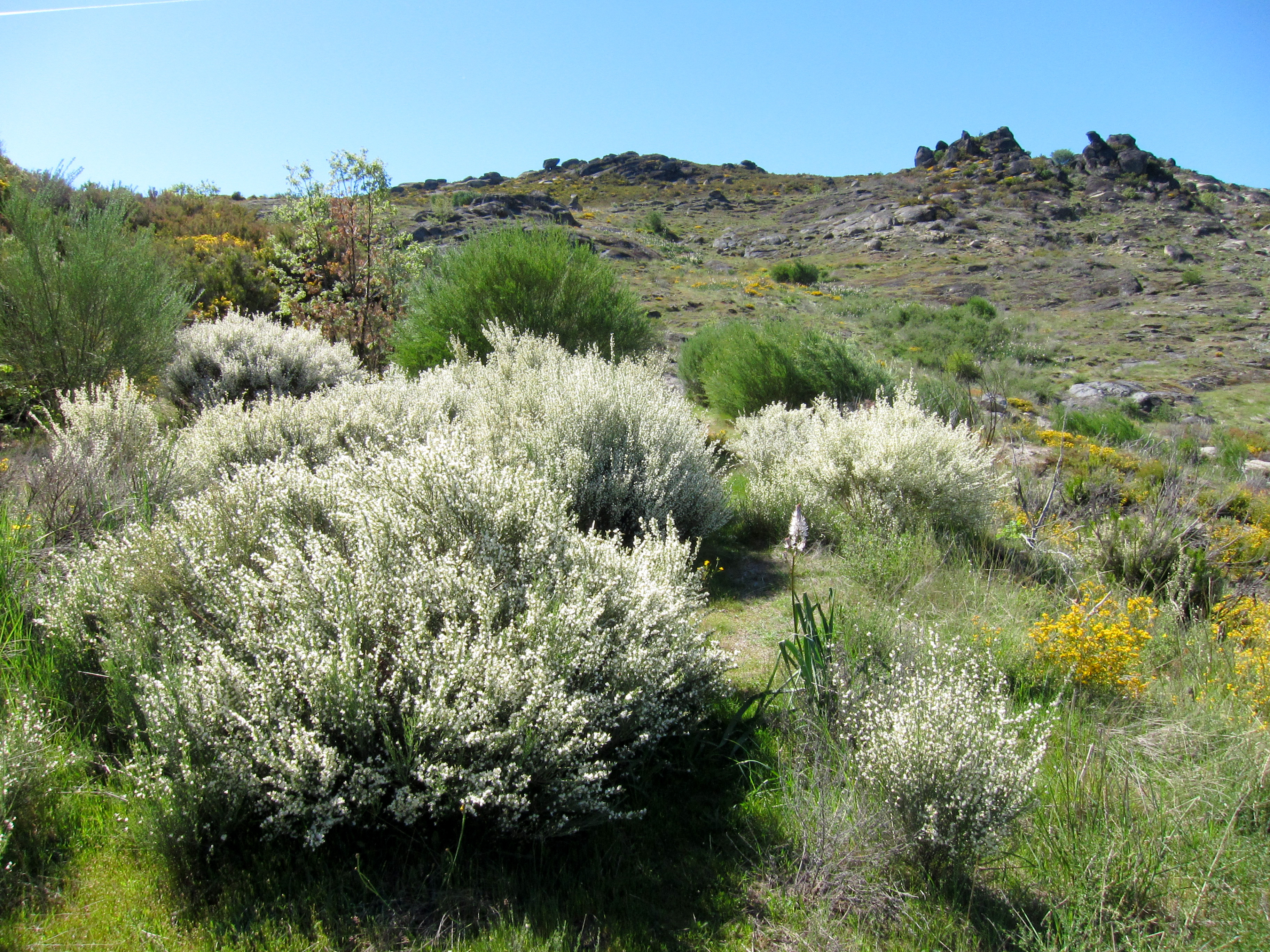
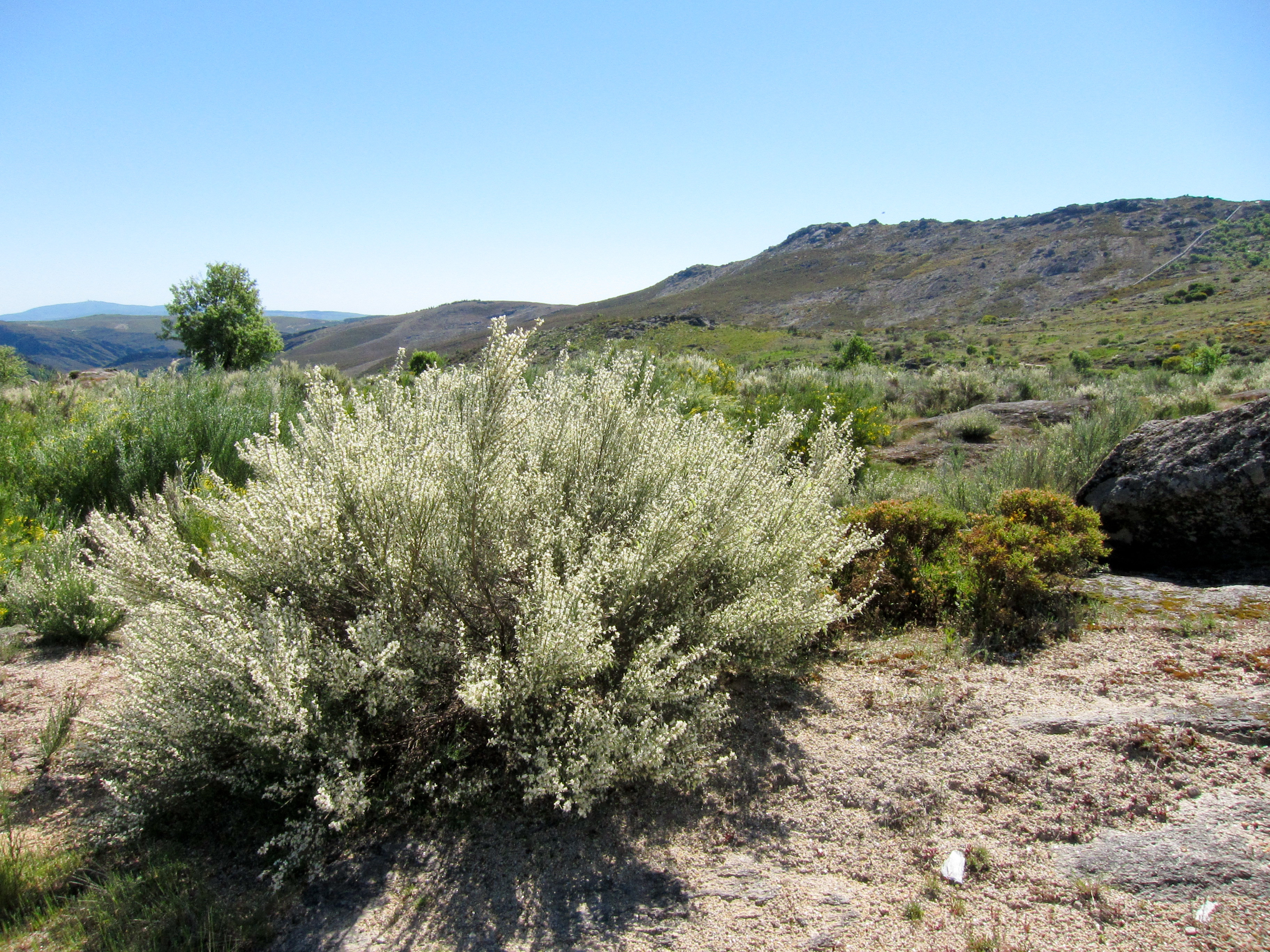
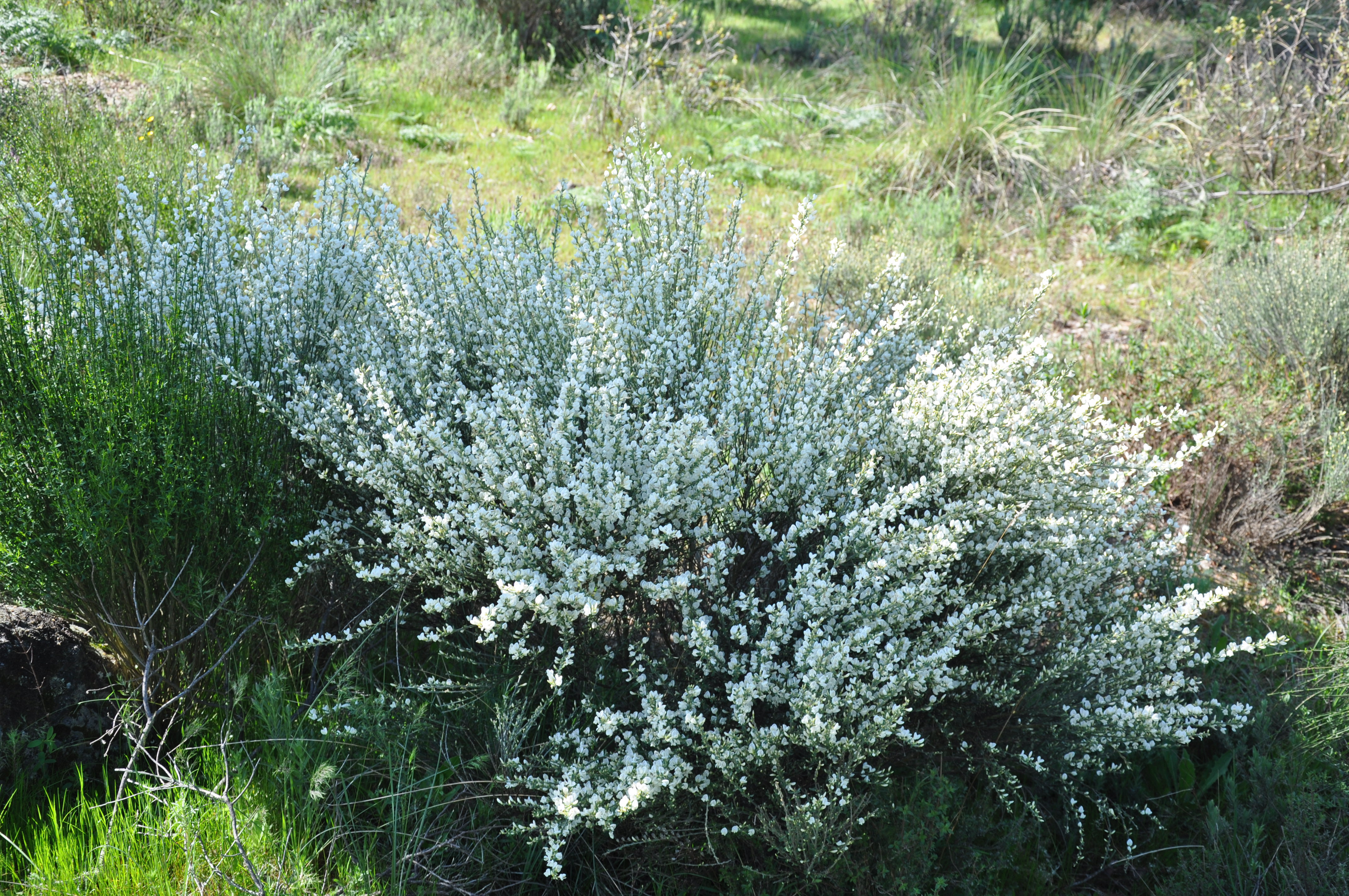
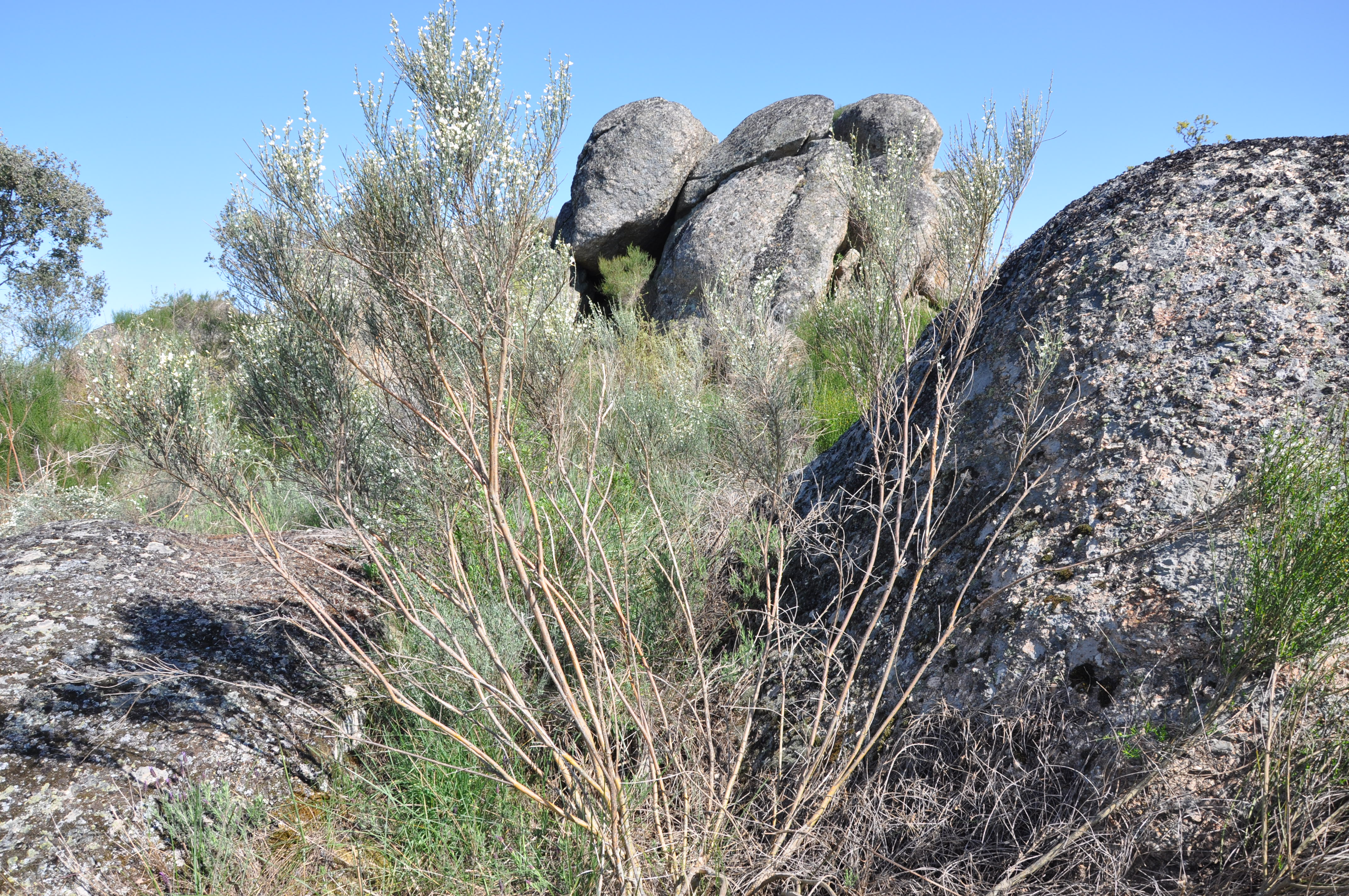
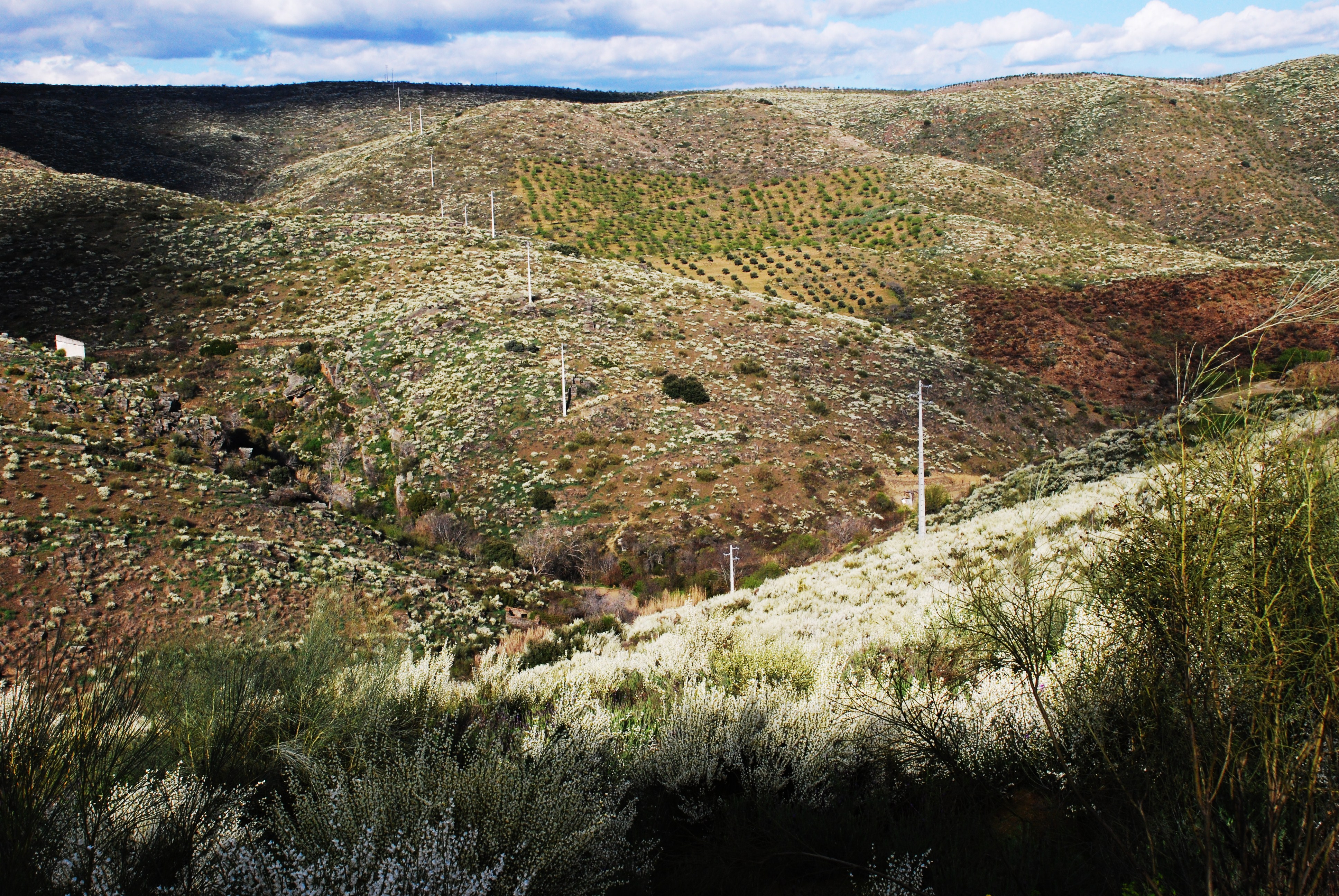
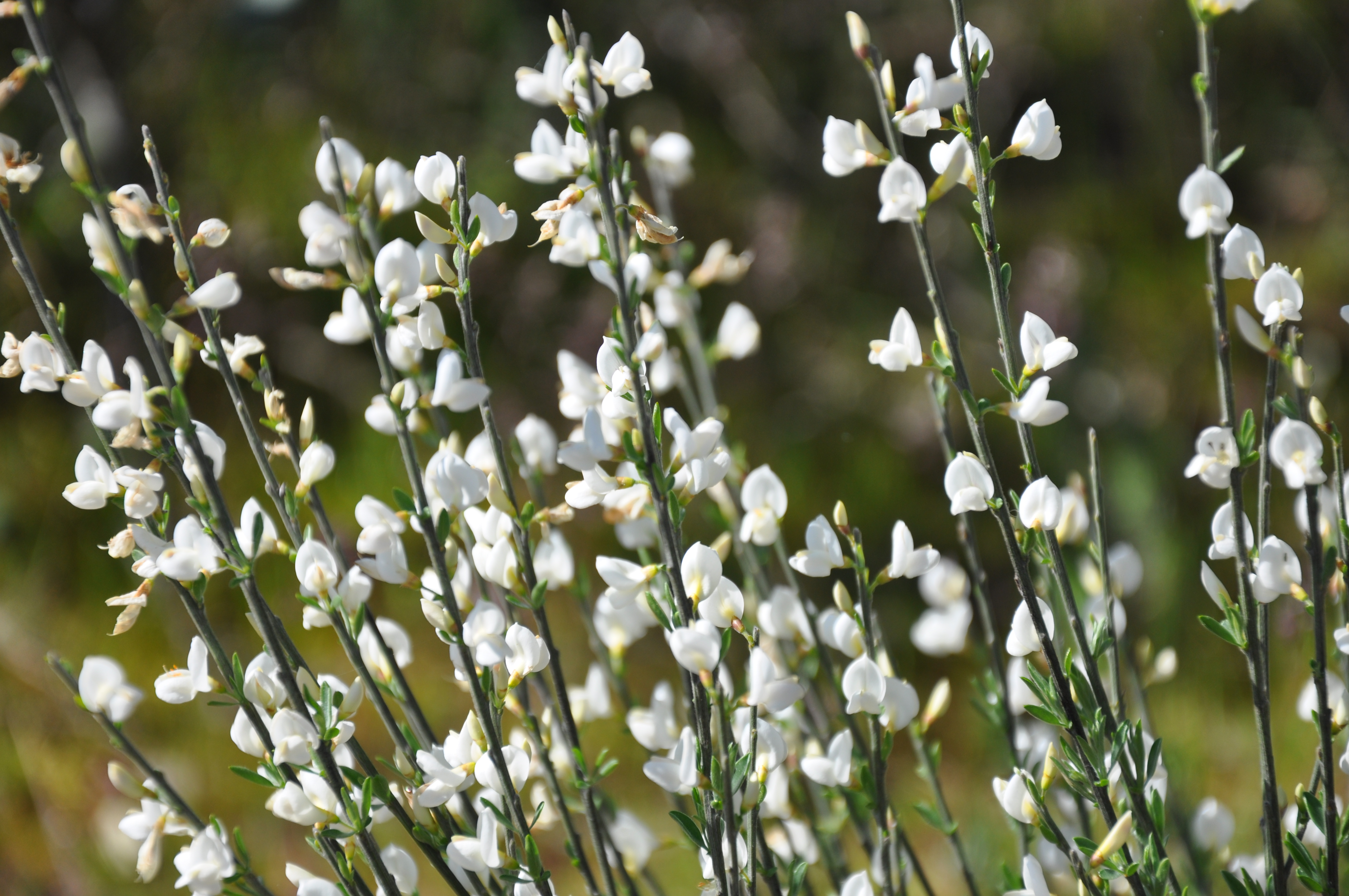